# Fredonia (Biscoe)
Fredonia (Biscoe), även benämnt Biscoe, är en ort i Prairie County i delstaten Arkansas, USA.